# Zigeunerdans af Troubaduren
Zigeunerdans af Troubaduren je dánský němý film z roku 1906. Režisérem je Peter Elfelt (1866–1931). Film trvá zhruba 1 minutu.

## Děj
Film zachycuje tanec z opery Trubadúr (1853) od Giuseppe Verdiho (1813-1901). Choreografie: August Bournonville (1805-1879), 1865.